# Máfia russa
Máfia russa (em russo:  русская мафия, transliterado russkaya mafiya), é a denominação generalizada dada a quaisquer dos grupos criminosos altamente organizados que surgiram na União Soviética, principalmente na Rússia, no final dos anos 1980. 
Outras denominações genéricas para estes grupos são Bratva (em russo:  братва: "A Irmandade",), de contexto informal, Organizatsiya (em russo:  Организация: "A Organização"), uma denominação coletiva mais formal e Vory v Zakone (Bandidos dentro da Lei), eufemismo utilizado principalmente para se referir a um grupo restrito de indivíduos pertencentes a esses grupos, normalmente os mais bem sucedidos dentro a hierarquia criminal. 
A grande maioria destes grupos estão atualmente extintos, após um período de grande influência na década de 1990. Entre as organizações mafiosas russas mais conhecidas estão a Tambovskaia, de São Petersburgo, as gangues de Balashikhinski, Orekhov e Solntsevo, todas de Moscou, a Uralmash, de Ecaterimburgo, e a Chetchenskaia, da Chechênia. No plano internacional, os mais conhecidos grupos criminosos de origem russa são o Círculo dos Irmãos, com atividades no Oriente Médio, África e América Latina, o Nevski, com atividades nos Estados Unidos, e o Obtshak-Ühiskassa, aliado à máfia da Finlândia.
Segundo o livro Thieves' World: The Threat of the New Global Network of Organized Crime ("O mundo dos ladrões: a ameaça da nova rede global do crime organizado"), da jornalista Claire Sterling, desde 1993 a máfia russa conseguiu unificar sob seu comando todas as máfias do mundo.

## História

### Origens
A criminalidade na Rússia remonta ao período imperial do país, que começou na década de 1720 com o surgimento do banditismo e do roubo. Nessa época, a maior parte da população era composta por camponeses que viviam na pobreza, e os criminosos que roubavam de entidades governamentais e compartilhavam os lucros entre o povo eram vistos de forma semelhante a Robin Hood, sendo considerados protetores dos pobres e se tornando heróis populares. Com o tempo, o Vorovskoy Mir (Mundo dos Ladrões) emergiu quando esses criminosos se agruparam e desenvolveram seu próprio código de conduta, baseado em estrita lealdade mútua e oposição ao governo. Quando a Revolução Bolchevique ocorreu em 1917, o Mundo dos Ladrões ainda estava ativo. Vladimir Lenin tentou eliminá-los, mas falhou, e os criminosos sobreviveram até o reinado de Joseph Stalin. 
Há nitidamente uma relação entre a opressão estatal e a criminalidade na Rússia. A relação entre a criminalidade na história russa e a opressão do governo ao povo é complexa e multifacetada. A pobreza generalizada entre os camponeses russos durante o período imperial criou um terreno fértil para o surgimento da criminalidade. A falta de oportunidades econômicas e a desigualdade social levaram alguns indivíduos a recorrer ao crime como meio de subsistência. Muitos dos criminosos russos eram vistos como heróis populares porque roubavam de entidades governamentais, percebidas como opressoras, e compartilhavam os lucros com os pobres. Isso reflete uma reação ao governo e à sua exploração do povo. 
O surgimento do Vorovskoy Mir, ou Mundo dos Ladrões, foi uma resposta à opressão e à falta de confiança no sistema governamental. Os criminosos se uniram em um código de conduta que incluía a oposição ao governo e a lealdade mútua, em parte como uma forma de resistência à autoridade estabelecida. Os esforços do governo para eliminar a criminalidade, desde os dias do Império até o período soviético, muitas vezes falharam. Isso pode ser atribuído à falta de confiança do povo no governo e à persistência das condições socioeconômicas que alimentavam o crime.  

### Gulags
Com a consolidação do regime soviético na Rússia, as autoridades fundaram campos de trabalho forçado de segurança máxima, com o objetivo de punir quem fosse considerado inimigo de Estado em maior grau. Estes campos ficaram conhecidos como Gulags, onde se formou uma elite criminal, dando origem à máfia russa moderna. Em 1941, com a invasão de Hitler à União Soviética, o governo necessitava de cada vez mais recrutas, e foi compensar a falta de reservistas com a convocação de prisioneiros, em troca da liberdade. Ao mesmo tempo que aspiravam pelo fim do cárcere, os prisioneiros também se viam no dilema de se aliar ao governo, o que seria um grave crime de traição dentro da organização criminal. Muitos dos prisioneiros optaram pela liberdade, e foram aos campos de batalha defender a bandeira da URSS. As autoridades, contudo, não cumpriram o estabelecido, e enviaram os criminosos novamente para as prisões. Os heróis de guerra foram então confrontados pelos detentos que não participaram da guerra, e foram apelidados "suki" (cadelas, em russo). Os suki, por outro lado, passaram a se organizar com o apoio dos oficiais, que além de privilegiarem os heróis de guerra, também viam na segregação entre os dois grupos um modo de limpar a prisão e diminuir o número de detentos. A rixa entre as duas facções de detentos levou à Guerra das Cadelas, que tirou a vida de milhares de detentos, sendo um dos principais argumentos na crítica ao sistema de Gulags. Em 1953, com a morte de Joseph Stalin, o novo líder soviético, Nikita Khrushchov, dissolveu os Gulags e enviou os prisioneiros mais perigosos a prisões comuns, encerrando a guerra interna, que todavia continuaria nas prisões, conhecidas como "colônias".

### A Máfia Vermelha

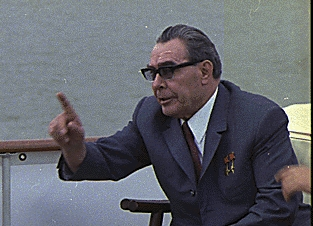
O extravagante líder da URSS, Leonid Brejnev, viu seu nome frequentemente envolvido nos quadros da máfia russa.

A grande estruturação da máfia russa remete à União Soviética dos anos 1950, quando o serviço secreto do país, o KGB, infiltrava informantes dentro de grupos mafiosos estrangeiros, principalmente dos Estados Unidos e do Reino Unido, com o objetivo de freiar as sabotagens e a colaboração entre os criminosos e o governo, como ocorrido em Cuba, em 1958, quando os serviços de inteligência americanos entraram em acordo com as máfias de Nova Iorque e principalmente Miami, que detinham muito poder na ilha onde Fidel Castro tentava instaurar a revolução. Com o passar do tempo, a máfia soviética, a chamada Piramida-1, composta pelos "siloviki", os agentes da polícia, que aproveitando-se do poder, se aliaram à ordem criminal já existente, baseada nas reminiscências dos Gulags colônias, criou uma filial no próprio território soviético, onde centralizavam suas operações, que envolviam o contrabando, o controle de grandes negócios privados estrangeiros, grandes assaltos, envolvimentos no tráfico de armas, pedras preciosas, participações em cassinos, uso de contra-inteligência à favor da organização, execuções de influentes criminosos, políticos, banqueiros e opositores, sabotagem e outros trabalhos sujos. Ao mesmo tempo que pode-se atribuir à Piramida a falência e limpeza de muitas organizações criminosas, também pode-se considerar o grande volume de sangue derramado por essa organização. Galina Brejneva, a filha do excêntrico presidente soviético Leonid Brejnev, participava da máfia Piramida, sendo presa por contrabando de diamantes e prostituição.

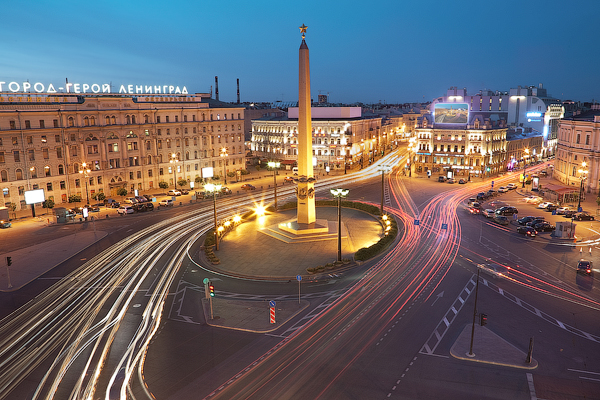
Por anos, a cidade de São Petersburgo foi o grande quartel da máfia russa.

### Os bandidos dentro da Lei
Em meio à incerteza política e econômica que se passou na União Soviética em seus anos finais, o crime organizado, que até então era limitado a prisioneiros e às forças policiais, se expandiu e se desenvolveu, mais formalmente no ano de 1988, quando o governo realizava políticas de aberturas em várias esferas, principalmente na econômica, com as privatizações de diversos setores estratégicos para a economia da nação. Em 1993, o governo fez uma distribuição de cheques no valor de mil rublos para que a população em geral comprasse ações de companhias estatais, com o objetivo de incentivar a iniciativa privada. Contudo, os cidadãos comuns e pouco acostumados com o sistema capitalista, não sabiam onde e como aplicar os cheques, e em meio à ânsia de obter qualquer valor monetário que fosse para se livrar da pobreza, os vendiam para compradores a um preço muito menor do que os das ações. Isso resultou na falência do plano de cheques e na consequente compra de ações por parte de uma camada privilegiada da população, enquanto a grande maioria do povo empobrecia. Estes indivíduos privilegiados ficaram conhecidos como oligarcas russos.
A máfia russa ficou conhecida pelas operações e transações obscuras, pelo seu forte poder bélico e por sua facilidade em driblar os sistemas de leis do país. Inclusive, os chefes da Máfia costumavam, em seu ápice, nos anos 1990, ter assombrosa influência na legislação do país, contestando as leis que fossem contra seus negócios, fazendo jus ao apelido de "Vory v Zakone" — Bandidos dentro da Lei. A corrupção gerada pelas organizações era tanta que os criminosos chegavam até mesmo a manipular e empregar o próprio presidente russo, Boris Ieltsin, para obter benefícios, em troca de favores e apoio ao cargo. As organizações criminosas russas tinham tanto poder no país neste tempo que não era raro encontrar pessoas comuns e de baixa renda que realizassem serviços para elas. Com a chegada do presidente Vladimir Putin, em 2000, e sua consolidação no cargo, a máfia russa viveu uma crise sem precedentes, já que esse presidente, que contava com o cego apoio dos criminosos, sem nenhum tipo de advertência, tornou possíveis diversas estatizações de setores que estavam nas mãos da máfia russa, e ainda manteve, em tornou de si mesmo, uma força que reprimia até mesmo o poder judiciário, conseguindo assim conter a poderosa máfia russa, às vezes pelos meios que a própria utilizava. Com a acusação e eliminação de diversos oligarcas e agentes corruptos da polícia, a máfia russa perdeu muitos de seus contatos internos, como Roman Abramovich, Boris Berezovsky, Alexander Litvinenko, Mikhail Khodorkovski, Mikhail Prokhorov, entre outros, assim transferindo seu centro de atividades para o estrangeiro, agindo principalmente na Grã-Bretanha.
Com as falências, compelidas ou não, de muitas de suas associações na Federação Russa, as principais lideranças da máfia russa migraram para outros grupos de atividades similares, enquanto as ditas associações migraram para atividades lícitas ou para a própria prisão. Devido a esse "fenômeno", o ano de 2007 é considerado, inclusive por antigos membros, como o ano da ruína da Máfia Russa. Há, porém, muitos que crêem que, apesar da quebra da máfia judaica, a Rússia ainda é assombrada por organizações mafiosas, originárias, ironicamente, do combate aos antigos grupos, devido ao poder que se conquistou durante aquele período. Para estes, esta máfia é dirigida pelo mais importante político russo da atualidade, Vladimir Putin.

### 2001 – presente
No início do século 21, a máfia russa permaneceu após a morte de Aslan Usoyan. Novos chefes da máfia surgiram, enquanto os presos foram libertados. Entre os libertados estavam Marat Balagula e Vyacheslav Ivankov, ambos em 2004.  Este último foi extraditado para a Rússia, mas foi preso mais uma vez por seus supostos assassinatos de dois turcos em um restaurante de Moscou em 1992; ele foi inocentado de todas as acusações e libertado em 2005. Quatro anos depois, ele foi assassinado com um tiro de atirador no estômago.  Entretanto, Monya Elson e Leonid Roytman foram presos em Março de 2006 por um plano de assassinato mal sucedido contra dois empresários baseados em Kiev. 
Em 2009, agentes do FBI em Moscovo visaram dois supostos líderes da máfia e dois outros empresários corruptos. Um dos líderes é Yevgeny Dvoskin, um criminoso que esteve na prisão com Ivankov em 1995 e foi deportado em 2001 por violar as regras de imigração; o outro é Konstantin "Gizya" Ginzburg, que teria sido o atual "chefão" do crime organizado russo na América antes de seu suposto assassinato em 2009,  suspeitando-se que Ivankov lhe entregou o controle.  
No mesmo ano, Semion Mogilevich foi colocado na lista dos Dez Fugitivos Mais Procurados do FBI pelo seu envolvimento num complexo esquema multimilionário que fraudou investidores nas ações da sua empresa YBM Magnex International, roubando-lhes 150 milhões de dólares.  Foi indiciado em 2003 e preso em 2008 na Rússia por acusações de fraude fiscal, mas como os EUA não têm um tratado de extradição com a Rússia, foi libertado sob fiança.  Monya Elson disse, em 1998, que Mogilevich é o mafioso mais poderoso do mundo.  
Em todo o mundo, grupos mafiosos russos surgiram dominando áreas específicas. O crime organizado russo tem um reduto bastante grande na cidade de Atlanta, onde os membros se distinguem pelas suas tatuagens. Foi relatado que o crime organizado russo tinha um controle mais forte na região da Riviera Francesa e na Espanha em 2010;  e a Rússia foi rotulada como um virtual “estado mafioso” de acordo com os telegramas do WikiLeaks. De acordo com gravações divulgadas em 2015, Alexander Litvinenko, pouco antes de ser assassinado, afirmou que Semion Mogilevich tinha um “bom relacionamento” com Vladimir Putin desde a década de 1990.  
Em 7 de junho de 2017, 33 afiliados e membros da máfia russa foram presos e acusados pelo FBI, pela Alfândega e Proteção de Fronteiras dos EUA e pela NYPD por extorsão, jogos de azar ilegais, crimes com armas de fogo, tráfico de drogas, fraude eletrônica, fraude de cartão de crédito, roubo de identidade, fraude em máquinas caça-níqueis de cassino usando dispositivos eletrônicos de hacking; baseado em Atlantic City e Filadélfia, conspiração de assassinato de aluguel e tráfico de cigarros.  
Eles também foram acusados de operar antros de jogos secretos e subterrâneos com sede em Brighton Beach, Brooklyn , e de usar violência contra aqueles que tinham dívidas de jogo, estabelecer casas noturnas para vender drogas, conspirar para forçar mulheres associadas a roubar estranhos do sexo masculino, seduzindo e drogando. eles com clorofórmio e traficando mais de 10.000 libras de confeitos de chocolate roubados; o chocolate foi roubado de contêineres.  Acredita-se que 27 dos presos estejam ligados ao clã da máfia russa Shulaya , que tem sede em grande parte em Nova York.  De acordo com a promotoria, o Shulaya também tem operações em Nova Jersey, Pensilvânia, Flórida e Nevada. De acordo com as autoridades e a acusação, esta é uma das primeiras detenções federais contra um chefe da máfia russa e o seu subchefe ou co-líder.  
Em 26 de setembro de 2017, no âmbito de uma investigação de 4 anos, 100 agentes da Guarda Civil espanhola realizaram 18 buscas em diferentes áreas de Málaga, Espanha, relacionadas com o branqueamento de capitais em grande escala da máfia russa.  As batidas resultaram na prisão de 11 membros e associados dos clãs Solntsevskaya e Izmailovskaya. Também foram apreendidos dinheiro, armas de fogo e 23 veículos de alto padrão. O proprietário do Marbella FC , Alexander Grinberg, e o gerente do AFK Sistema, clube de futebol espanhol de Málaga, estavam entre os presos.  
Em 19 de fevereiro de 2018, 18 réus foram acusados de lavagem de mais de US$ 62 milhões através de imóveis, inclusive com a ajuda de Vladislav Reznik , ex-presidente da Rosgosstrakh , uma das maiores companhias de seguros da Rússia.  O acusado foi julgado na Espanha.  As organizações mafiosas russas Tambov e Malyshev estiveram envolvidas. Aleksandr Torshin é supostamente um chefe da máfia russa de alto escalão.  

## Atividades
O crime organizado russo de hoje remonta ao Império Russo, mas foi só depois do estabelecimento da União Soviética que certos vory v zakone (lit.  'ladrões') emergiram como líderes de grupos prisionais em todo o mundo forçado. campos de trabalho com um código de honra geralmente bem definido. No rescaldo da Segunda Guerra Mundial em 1945, da morte de Joseph Stalin em 1953 e da dissolução da União Soviética em 1991, surgiram mais gangues num florescente mercado negro que explorava os governos instáveis da FSU. O advogado americano Louis Freeh, que chefiou o FBI entre 1993 e 2001, disse que a máfia russa representava a maior ameaça aos Estados Unidos em meados da década de 1990. 
Em 2012, existiam cerca de 6.000 grupos,  com mais de 200 deles com alcance global. Os criminosos destes vários grupos são antigos membros da prisão, funcionários corruptos e líderes empresariais, pessoas com laços étnicos ou pessoas da mesma região com experiências criminais e líderes partilhados.  Em dezembro de 2009, Timur Lakhonin, chefe do Departamento Central Nacional da Interpol na Rússia, declarou: "Certamente, há crimes envolvendo nossos ex-compatriotas no exterior, mas não há dados que sugiram que uma estrutura organizada de grupos criminosos compostos por ex-russos existem no exterior" sobre o tema das gangues criminosas russas internacionais.  Em agosto de 2010, Alain Bauer, um criminologista francês, disse que a máfia russa "é uma das organizações criminosas mais bem estruturadas da Europa , com uma operação quase militar" nas suas atividades internacionais.  Desde a década de 1980, a máfia russa tem estado entre as organizações criminosas mais poderosas, perigosas e temidas do mundo. Em 2022, continua entre os maiores, mais mortíferos e mais poderosos sindicatos do crime do mundo. Os grupos coletivos da máfia russa foram chamados de "superpotência criminosa" pelo FBI.  
A máfia russa é semelhante à máfia italiana em muitos aspectos, na medida em que as organizações e estruturas dos grupos seguem um modelo semelhante. Os dois grupos também partilham um portfólio semelhante de atividades criminosas. Acredita-se que a altamente divulgada máfia italiana tenha inspirado os primeiros grupos criminosos na Rússia a formar organizações semelhantes à máfia, acabando por gerar a sua própria versão. A máfia russa, porém, diferia da italiana devido ao seu ambiente. O nível de corrupção política e de venda de armas na Rússia pós-soviética permitiu a sua expansão massiva, bem como a incorporação de muitos funcionários do governo nos sindicatos do crime. Grupos mafiosos russos também estiveram envolvidos no comércio de urânio, roubado do programa nuclear soviético, e no tráfico de seres humanos, entre outras atividades graves. 

## Principais indicadores do crime organizado
A Máfia Russa, também conhecida como Bratva, ostenta um poder e influência consideráveis, tanto dentro da Rússia quanto no cenário global. Apesar da dificuldade em quantificar seu alcance com precisão, devido à natureza clandestina de suas atividades, diversos fatores demonstram sua força e ubiquidade. Presença em mais de 50 países, com atuação em diversos setores, como tráfico de drogas, armas e pessoas, contrabando, lavagem de dinheiro e cibercrime.  Estimativas da Europol dsão conta que a Bratva movimenta cerca de 87 bilhões de euros por ano em atividades ilícitas. A Bratva controla grande parte do tráfico de heroína e cocaína na Europa. Fornece armas para grupos criminosos e regimes autoritários em todo o mundo Investe em empresas legítimas para ocultar a origem de seus lucros ilícitos. Realiza ataques cibernéticos para roubar dados e extorquir dinheiro.  
Na intersecção sinistra entre política e economia, a Bratva tece sua teia de influência, entrelaçando-se com políticos e oligarcas russos em uma dança de poder e proteção mútua. Esses laços não apenas garantem um abrigo seguro, mas também abrem as comportas dos recursos necessários para a perpetuação de suas atividades. Por entre as sombras das empresas e instituições financeiras, a Bratva se infiltra, oferecendo seus serviços de lavagem de dinheiro e financiamento de atividades ilícitas. Sob a máscara do empresariado, seus tentáculos alcançam, permeando a economia clandestina com uma eficácia sutil, mas perversa.  
Exemplos brotam dessa influência como ervas daninhas em solo fértil. Oligarcas russos, fiéis aliados da Bratva, manipulam o jogo político em favor de seus interesses empresariais. Enquanto isso, empresas controladas pela máfia são convertidas em lavanderias de capital sujo, financiando empreendimentos obscuros com um toque de legitimidade corrompida.  
Mas a Bratva não opera em um vácuo; sua influência se estende além de suas fronteiras, encontrando aliados em outras organizações criminosas internacionais. Colaborações estratégicas com a máfia italiana e os cartéis mexicanos tecem uma rede global de tráfico de drogas e armas, contrabando e lavagem de dinheiro. Uma aliança de conveniência, onde o lucro é o único idioma universal. Para manter-se à frente do jogo, a Bratva se adapta e inova. Abraçando as novas tecnologias, a máfia desliza pelas sombras da internet, usando-a como ferramenta para comunicação e planejamento de suas operações ilícitas.  
O investimento em novas fronteiras do crime, como cibercrime e criptomoedas, é apenas o próximo passo lógico em sua busca incessante por poder e riqueza. Governos e agências internacionais aumentam seus esforços no combate ao crime organizado, lançando luz sobre os recantos escuros onde a Bratva se esconde. Sanções são impostas, operações são intensificadas, mas a máfia é resiliente, um polvo de muitas cabeças, pronto para regenerar-se e adaptar-se às novas pressões que enfrenta.  
No período moderno, o crime organizado na Rússia aumentou visivelmente; o crime organizado entrou na vida de um grande número de cidadãos. De acordo com o Ministério da Administração Interna, em 2000, existiam 130 comunidades criminosas especialmente perigosas operando na Rússia, que incluíam 964 grupos organizados com um número total de participantes superior a 7,5 mil pessoas; Além disso, em 2001, as agências de aplicação da lei levaram à justiça 11,5 mil líderes e participantes activos de grupos criminosos organizados. A mais famosa delas é a comunidade dos “ ladrões dentro da lei ”, que reúne lideranças do meio criminoso, voltadas principalmente para a prática de crimes comuns, e não econômicos (corrupção): roubo, extorsão, banditismo, etc.; Existem também comunidades organizadas segundo linhas étnicas e outras.  
Os indicadores oficiais do crime organizado (ver tabela) são considerados pelos criminologistas como significativamente subestimados, o que indica a baixa eficiência das agências de aplicação da lei no combate a estes tipos de crimes. 
| Crime                                   | Anos | Anos | Anos | Anos | Anos | Anos | Anos | Anos |
| Crime                                   | 1997 | 1998 | 1999 | 2000 | 2001 | 2002 | 2003 | 2004 |
| --------------------------------------- | ---- | ---- | ---- | ---- | ---- | ---- | ---- | ---- |
| Gangsterismo                            | 374  | 513  | 523  | 513  | 465  | 404  | 454  | 522  |
| Organização de uma comunidade criminosa | 48   | 84   | 162  | 170  | 118  | 123  | 141  | 224  |

O crime organizado na Rússia controla o “mercado negro” - parte da economia subterrânea associada à circulação de bens e serviços que não podem ser vendidos legalmente (por exemplo, pessoas , serviços sexuais, etc.) ou têm circulação restrita ( armas e munições, estupefacientes ). O crime organizado está a desenvolver ativamente novos tipos de actividade criminosa: tráfico de pessoas, órgãos e tecidos para transplante, produtos contrafeitos, terrorismo, tráfico ilícito de armas, incluindo armas de destruição maciça, lavagem de dinheiro.  
O crime organizado territorialmente está concentrado nas grandes cidades, centros industriais, especialmente nas regiões do sul da Rússia . Além disso, o crime organizado russo adquiriu um caráter transnacional, tornando-se um dos elos do sistema criminoso global: atua em 44 países ao redor do mundo, concluindo acordos com estruturas mafiosas locais sobre ações criminosas conjuntas no domínio do comércio de produtos petrolíferos , lavagem de dinheiro, criação de canais para migração ilegal, tráfico de pessoas, contrabando e tráfico de drogas. A maioria dos grupos criminosos russos (aproximadamente 65%) tem ligações com grupos criminosos em países vizinhos, 18% têm ligações na Alemanha, 12% nos EUA e na Polónia, 3-5% na Suécia, Finlândia, Hungria, China, Coreia, Israel, Bulgária e outros países.  Nota-se também que muitos grupos criminosos de outros países operam em território russo: repúblicas da ex-URSS, Vietnã, Afeganistão, China e assim por diante.  

## Avaliações do perigo do crime organizado russo
Muitos investigadores, tanto russos como estrangeiros, estão a tentar avaliar o perigo do crime organizado para o próprio Estado russo e para a ordem jurídica global como um todo. As principais disposições destas abordagens foram resumidas por Phil Williams, que distingue entre avaliações pessimistas, optimistas e “imparciais”.  
A manutenção da força da máfia russa apesar do poderoso Estado soviético e, mais recentemente, do Estado russo, pode ser atribuída a uma série de fatores. Durante o período soviético, a máfia russa operava de forma clandestina, aproveitando-se das brechas no sistema para manter suas operações. Com o colapso da União Soviética e a transição para uma economia de mercado na década de 1990, a máfia russa rapidamente se adaptou às novas condições, expandindo suas operações para incluir atividades empresariais e capitalizando-se na instabilidade econômica e na privatização caótica. 
A máfia russa é conhecida por sua estrutura hierárquica e suas regras rígidas de conduta, que ajudam a manter a coesão interna e a disciplina entre os membros. Além disso, sua capacidade de se adaptar a mudanças nas condições políticas, econômicas e sociais demonstra uma resiliência organizacional significativa. A máfia russa muitas vezes se beneficia da corrupção e da conivência de autoridades estatais, tanto durante o período soviético quanto na Rússia pós-soviética. Isso pode incluir subornar policiais, políticos e funcionários do governo para evitar a aplicação da lei ou obter favores especiais. 
A máfia russa exerce influência significativa sobre certos setores da economia russa, incluindo o tráfico de drogas, a exploração de recursos naturais e o mercado imobiliário. Esse controle permite que ela acumule riqueza e poder, além de estabelecer redes de influência que podem ser usadas para obter proteção e apoio político. A máfia russa não hesita em usar violência e intimidação para alcançar seus objetivos e eliminar rivais. Essa reputação de brutalidade pode dissuadir a oposição e reforçar o domínio da máfia sobre certas áreas e setores da sociedade. 
A tolerância ou aceitação da máfia por parte da sociedade pode estar enraizada em diversos motivos, e muitos deles estão relacionados aos benefícios percebidos que a máfia oferece ou à falta de alternativas viáveis. m áreas onde a presença do Estado é fraca ou onde a aplicação da lei é vista como ineficaz, a máfia pode oferecer proteção contra criminosos rivais, invasores ou mesmo contra a própria corrupção estatal. As pessoas podem se sentir mais seguras ao terem "protetores" locais, mesmo que sejam membros da máfia. Em alguns casos, a máfia pode preencher lacunas deixadas pelo Estado, fornecendo serviços sociais básicos, como assistência médica, distribuição de alimentos ou até mesmo emprego. Esses serviços podem criar uma dependência e lealdade à máfia dentro da comunidade. 
Em regiões onde as oportunidades econômicas são limitadas, a máfia muitas vezes controla certos setores da economia, como o mercado imobiliário, o tráfico de drogas ou o comércio ilegal, oferecendo oportunidades de emprego e fontes de renda para os moradores locais. A máfia muitas vezes estabelece conexões com autoridades governamentais e políticos, permitindo-lhes operar livremente e evadir a aplicação da lei. Isso pode criar um ciclo de corrupção e conivência que torna difícil para as autoridades agirem contra a máfia sem enfrentar consequências políticas ou represálias. Em algumas comunidades, as pessoas podem tolerar ou apoiar a máfia devido ao medo das consequências de desafiar sua autoridade. A reputação de violência e intimidação da máfia pode dissuadir a oposição e garantir sua obediência. 

### Avaliação pessimista
Esta abordagem representa, em muitos aspectos, uma continuação da atitude que se desenvolveu durante a Guerra Fria nos círculos conservadores em relação à URSS e à Rússia como uma ameaça: se os anteriores apoiantes da ideologia do “Perigo Vermelho” falavam sobre a “ameaça militar soviética”, agora eles falar sobre a ameaça do crime organizado russo.  Podem ser identificadas as seguintes características principais características das obras em que esta posição se expressa:  
- O grau de perigo da atividade criminosa das organizações criminosas russas é considerado extremamente alto.[33] [34]Por exemplo, Claire Sterling, jornalista e investigadora do crime organizado, descreve a situação do crime na Rússia em 1994:

A Rússia (hoje) está tão caótica e tão enfraquecida que muito poucos dos seus cidadãos conseguem levar uma vida decente e sobreviver. Embora nem todas as pessoas que cometem certos crimes pertençam aos círculos da máfia, a máfia circula constantemente entre eles, como um enorme tubarão predador, forçando alguns a servir-se, desviando dinheiro de outros e intimidando os insatisfeitos. Insaciável e virtualmente invulnerável, engole fábricas, cooperativas, empresas privadas, imóveis, fontes de matérias-primas, mercados cambiais e de metais preciosos. Em 1991, possuía um quarto da economia russa e, em 1992, já um terço ou mesmo metade. 
- A tendência de perceber o crime organizado russo não como um conjunto de organizações criminosas relativamente díspares, mas como uma espécie de “força monolítica” única liderada por antigos funcionários do KGB e de outras agências de aplicação da lei que odeiam o Ocidente e o modo de vida ocidental, bem como “ladrões dentro da lei” - “padrinhos” "máfia russa.
- A conclusão é feita sobre o maior perigo, engenhosidade e crueldade das organizações criminosas russas em comparação com comunidades criminosas de outros países ( cartéis colombianos , tríades chinesas , máfia siciliana ) devido à experiência dos criminosos em confrontar o sistema político totalitário .
- Suposições sobre uma possível ligação entre a máfia russa e o processo de vazamento de materiais e armas nucleares da Rússia .
- A percepção do estabelecimento de laços criminosos entre organizações criminosas russas e grupos criminosos organizados de outros países como processos de criação de uma espécie de “mundo mafioso”.
- Por fim, conclui-se sobre o extremo perigo dos processos de formação do crime para a democratização emergente da sociedade russa e a sua capacidade de levar à formação de um novo regime nacionalista ou totalitário, até à transformação da Rússia numa “superpotência criminosa”. [33] [34]

Em geral, esta direção é dominante: a esmagadora maioria dos autores está confiante de que o crime organizado russo é perigoso tanto para a própria Rússia como para toda a comunidade mundial, embora as avaliações individuais do perigo possam variar.  

### Avaliação otimista
Os defensores das avaliações suaves relativamente ao crime organizado citam os seguintes argumentos principais em defesa da sua posição  :
- O crime organizado na Rússia moderna desempenha funções socioeconômicas positivas, proporcionando uma alternativa ao funcionamento ineficaz das instituições estatais destinadas a garantir o cumprimento das obrigações civis e a resolução de litígios. F. Williams dá a seguinte citação do raciocínio de “um famoso analista russo” - "O submundo russo... tornou-se a única força capaz de proporcionar estabilidade, prestar assistência na “eliminação” de dívidas, garantir o pagamento de juros sobre empréstimos bancários e resolver disputas sobre direitos de propriedade de forma justa e eficaz. Em geral, o mundo do crime assumiu as funções legais e punitivas do Estado."

- Os grupos do crime organizado na Rússia representam uma “forma extrema de capitalismo ”, tendo em conta apenas os interesses associados ao ganho material e ignorando os controlos sociais como as regras de direito e a moralidade . São “as forças sociais mais progressistas da antiga União Soviética”, uma vez que são a força motriz do processo de acumulação inicial de capital e da formação de uma economia de mercado.
- O crime organizado na Rússia é um fenómeno temporário, que opera em certas condições do ambiente socioeconómico e está condenado a ser completamente absorvido pelos negócios jurídicos assim que essas condições desaparecerem. Um especialista em reforma económica na Rússia, Jim Leitzel, caracteriza este processo da seguinte forma: “Uma vez que o crime organizado desempenhe as funções necessárias na economia em certas fases da mudança do Estado, a sua esfera de influência, sob a pressão inevitável da reforma, irá imediatamente estreitar para tamanhos ocidentais “normais”. [33] [34]

### Avaliação imparcial
Phil Williams observa que, embora ambas as opiniões descritas acima contenham um pouco de verdade, também existem deficiências. Os pessimistas exageram o perigo do crime organizado russo, enquanto os otimistas levam em conta apenas os aspectos económicos da actividade, sem levar em conta a corrupção e a actividade política dos grupos criminosos organizados que visam manter um estado do ambiente socioeconómico que lhes permita continuar suas atividades. É claro que os processos de formação do crime organizado na Rússia são determinados social e economicamente , mas isso não significa a normalidade do crime organizado como fenômeno social.  
A relação entre o Estado Russo e a máfia russa ao longo do século XX e XXI é complexa e multifacetada, marcada por interações que variam desde cooperação até confronto e competição. Durante o período soviético, a máfia russa, também conhecida como Vorovskoy Mir, operava à margem da lei, desafiando o governo comunista. No entanto, existem relatos de certa conivência entre a KGB (Komitet Gosudarstvennoy Bezopasnosti), predecessora da FSB (Serviço Federal de Segurança), e algumas organizações criminosas para atingir objetivos específicos. 
Com o colapso da União Soviética, houve um vácuo de poder e uma rápida privatização da economia russa. Nesse período caótico, muitas organizações criminosas expandiram suas operações para incluir atividades empresariais, como extorsão, tráfico de drogas, contrabando e lavagem de dinheiro. Alguns elementos da máfia russa se infiltraram em setores legítimos da economia, estabelecendo conexões com empresários e políticos influentes. Houve momentos em que o Estado russo e a máfia russa colaboraram, especialmente em questões de interesse mútuo, como o controle de atividades ilegais e a manutenção da estabilidade política. No entanto, essa cooperação muitas vezes foi superficial e temporária, com o Estado buscando enfraquecer ou eliminar organizações criminosas que representassem uma ameaça ao seu poder ou que desafiassem seu monopólio sobre o controle da violência e do poder. 
Há suspeitas e evidências de que membros da máfia russa estabeleceram laços estreitos com políticos, funcionários do governo e até mesmo agentes da aplicação da lei, utilizando a corrupção para obter favores e proteção. Essas conexões podem ter permitido à máfia influenciar decisões políticas e manipular o sistema legal em seu benefício.  Existem alegações e teorias sobre ligações entre a máfia russa e a FSB/KGB, que vão desde a cooperação ocasional até a suspeita de que ex-agentes da inteligência soviética tenham se envolvido diretamente em atividades criminosas após o colapso da URSS. No entanto, é importante ressaltar que as informações concretas sobre essas relações são escassas e muitas vezes envolvem especulações e teorias da conspiração. 

## Formação do sociedade criminosa
O processo de formação de uma sociedade criminosa na Rússia foi bastante longo e foi determinado por fatores internos e externos. Patricia Rawlinson identifica quatro fases deste processo, cada uma das quais é caracterizada pela sua própria relação específica entre o governo e o crime:
- A fase reativa, em que as autoridades e o crime estão em oposição activa: um poder estatal forte não precisa de fazer compromissos com grupos criminosos.
- A fase de assimilação passiva, que se caracteriza pelo enfraquecimento das instituições estatais, principalmente económicas, e pelo início de compromissos com o crime organizado, levando ao surgimento de instituições da economia paralela , corrupção moderada e suborno que são benéficas para as autoridades.
- A fase de assimilação ativa, na qual os grupos criminosos organizados penetram nas estruturas de poder e têm a oportunidade de agir em paralelo com as autoridades oficiais. Durante este período, o Estado perde o controle sobre os processos de interação com o crime anteriormente implementados , e os grupos criminosos têm um impacto extremamente significativo na economia e na política.
- A fase proativa, cujo início significa que o crime organizado se torna a principal força dominante na sociedade, subjugando as instituições estatais e públicas. [38]

### Estágio reativo
A principal forma de actividade criminosa organizada até à década de 1930 na Rússia era o banditismo político , representado nos séculos XVII e XVIII por bandos de camponeses liderados por chefes bandidos (Stenka Razin , Emelyan Pugachev ), e no século XIX - início do século XX  - por grupos que perseguiam objetivos revolucionários e, mais tarde, contra-revolucionários (bolcheviques, gangues socialistas- revolucionárias, gangues de contra-revolucionários, como a Organização Armada de Petrogrado). O atual governo sempre se esforçou pela sua supressão total, por vezes com métodos muito brutais. 
No início da década de 1930, duras medidas repressivas suprimiram a atividade de grupos políticos do crime organizado. O colapso da política da NEP levou ao virtual desaparecimento de criminosos económicos, que foram equiparados a criminosos do Estado e também sujeitos à repressão. Formou-se um novo mundo criminoso, em que a principal força unificadora era a tendência de oposição apolítica e de desobediência à autoridade, cuja elite eram os chamados “ ladrões dentro da lei ”, que se autodenominavam guardiões das tradições criminosas. da Rússia pré-revolucionária. 
Ao mesmo tempo, formou-se uma subcultura de uma sociedade criminosa com linguagem própria (“ Fenya ” ou “linguagem de ladrões”), código de conduta, costumes e tradições, que incluía a rejeição total das normas e regras sociais, incluindo aquelas relacionadas à família (ladrão de direito ou em nenhum caso deve ter ligações permanentes com mulheres) e proibição igualmente total de qualquer tipo de cooperação com órgãos governamentais: tanto na forma de participação em eventos públicos por eles realizados, quanto na assistência a órgãos judiciais órgãos de investigação na investigação de crimes. 
Na década de 1940, estas tradições acabaram por levar ao "início do fim" desta sociedade criminosa: durante a Grande Guerra Patriótica, muitos dos criminosos responderam à oferta das autoridades para se juntarem ao Exército Vermelho, a fim de proteger a sua pátria do Ameaça nazista. Após a vitória sobre os nazistas, eles retornaram aos campos, onde começou a chamada “ guerra das meretrizes” entre eles e os “ladrões” que não se desviaram das tradições do ambiente criminoso, em consequência da qual ambos os lados sofreram perdas extremamente significativas. A difícil situação económica da sociedade do pós-guerra levou a um aumento do banditismo e da criminalidade em geral, como resultado do qual o mundo do crime foi reabastecido com sangue fresco, e os novos presos já não consideravam necessário honrar as antigas tradições criminosas, criando seus próprios códigos de conduta que não excluíam a cooperação mutuamente benéfica com o Estado. 

### Assimilação passiva
O fator que determinou a entrada da criminalidade numa nova fase foi a situação econômica das décadas de 1950  e 1960 , quando começaram a aparecer os primeiros sinais da incapacidade da economia planificada soviética de funcionar dentro do quadro legal que lhe foi dado. Para garantir os indicadores econômicos necessários, começaram a ser utilizados métodos como o blat (obtenção dos bens e serviços necessários através de ligações pessoais) e a fraude; surgiram a necessidade dos chamados pushers  - especialistas na celebração de contratos lucrativos e “eliminando” bens, matérias-primas e equipamentos escassos, fenómenos como escassez, pequenos furtos quase universais e especulação tornaram-se comuns. 
Os primeiros sinais indicativos da emergência do crime organizado como fenômeno social surgiram em meados da década de 1960, quando o enfraquecimento do controlo na esfera econômica levou ao surgimento da oportunidade para os indivíduos ("tsehoviki") concentrarem grandes somas de dinheiro em suas mãos, investindo-as em estruturas de produção ilegais; ao mesmo tempo, os criminosos profissionais tradicionais começaram a parasitar estes empresários paralelos, e mais tarde a auxiliá-los nas suas actividades, recebendo a sua parte dos rendimentos e formando assim uma estrutura criminosa simbiótica. 
Durante este período, surgiu uma espécie de simbiose entre a elite política e o mundo do crime: a elite política utilizou o mundo do crime para obter bens e serviços legalmente inacessíveis, em troca fornecendo patrocínio e proteção das agências de aplicação dentro da lei; Esta simbiose foi parcialmente revelada durante a campanha anti-corrupção lançada por Yuri Vladimirovich Andropov após a sua eleição como Secretário Geral do Comité Central do PCUS , mas isto foi apenas a ponta do iceberg. 

### Assimilação ativa
A chegada ao poder de Mikhail Gorbachev coincidiu com uma nova crise na economia soviética. Para acelerar o crescimento económico através do aumento da produtividade do trabalho, foi lançada uma campanha de combate ao uso de bebidas alcoólicas, que levou a um rápido aumento da produção e venda ilegal de álcool, fornecendo dinheiro a um grande número de "empresários" que trabalham em esta área. 
No final da década de 1980, durante o período da “ perestroika ” das relações sociais, estes fenómenos desenvolveram-se ainda mais como resultado do facto de as transformações políticas e económicas empreendidas pelo Estado (em particular, as leis sobre empresas estatais e cooperativas ) terem tornado possível legalizar e proteger o capital criminoso e utilizar a informação dos meios de comunicação social e outras estruturas públicas para proteger os interesses dos grupos criminosos organizados. 
Tudo isto foi facilitado pelo fato de, nas condições da crise ecoômica e das constantes reformas, a eficácia das actividades das agências de aplicação dentro da lei ter diminuído significativamente, pelo que uma parte significativa dos cidadãos começou a recorrer a fontes “ocultas” de renda. No início da década de 1990, estas tendências apenas se intensificaram devido ao facto de terem sido abertas oportunidades de interacção transfronteiriça, nomeadamente através do comércio ilegal e da exportação de capitais para o estrangeiro, de terem sido desenvolvidos métodos para corromper o governo e as estruturas públicas, e para promover criminosos ao governo. posições. 
O crime organizado deste período garantiu a sua existência principalmente através da extorsão organizada ; além disso, começou a dominar diversas formas de atividade económica legal, semilegal e ilegal: hotelaria, jogos de azar, prostituição , exportação de matérias-primas e assim por diante. Contudo, durante este período, o crime ainda não tinha subjugado as instituições políticas e sociais, permanecendo numa posição vulnerável perante as agências governamentais. 
No entanto, as tendências no seu desenvolvimento foram negativas: uma das teses do programa de reforma econômica desempenhou aqui um papel, segundo a qual uma das principais fontes de recursos para a reforma deveria ser a conversão e legalização do capital paralelo . As atividades de estados estrangeiros (principalmente os Estados Unidos ) associadas ao uso de grupos criminosos para proteger seus interesses na Federação Russa para a formação de um determinado sistema sócio-político também tiveram um impacto negativo. Ao mesmo tempo, o apoio na luta contra o crime organizado exprimiu-se na intensificação das atividades dos serviços de inteligência de estados estrangeiros no território da Rússia, num esforço para retirar a decisão sobre o destino dos líderes da Rússia grupos criminosos fora da jurisdição da Federação Russ. 

### Estágio proativo
Tudo isto levou ao facto de grupos criminosos organizados, liderados por “ladrões dentro da lei” na Rússia no final do século XX , operarem em todas as regiões e esferas de atividade econômica. Observa-se que na Rússia a formação de uma sociedade criminosa ocorreu em um ritmo muito mais rápido do que em países estrangeiros: se na Itália demorou mais de 150 anos, na Rússia demorou 20-25 anos. Os especialistas notaram várias tendências negativas associadas à formação de uma sociedade criminosa.  
A norma social tornou-se uma resposta passiva aos crimes cometidos, a ausência de oposição direta às atividades anti-sociais de testemunhas de atos criminosos e a ausência de apelos às agências de aplicação dentro da lei . Muitas vezes, amigos, parentes e familiares de criminosos não encontram nada de incomum em sua forma de ganhar a vida e consideram esse tipo de atividade uma espécie de “trabalho” . 
Uma proporção bastante grande de cidadãos viu-se envolvida em laços econômicos e sociais com membros de grupos criminosos organizados. À pergunta feita durante uma pesquisa realizada em Moscou em 1998-1999, “Você pessoalmente ou sua família ou amigos de  alguma forma sente o problema do crime organizado?”, 30% dos empresários pesquisados e 12% de outros moscovitas responderam que eram vítimas ou testemunhas do crime organizado, 30% e 8% – o que sabem os grupos organizados que cometem crimes; conhecer pessoas integrantes de grupos criminosos - 44% e 16%, observar as atividades criminosas desses grupos - 13% e 3%; 11% dos empresários escreveram diretamente que não utilizam os serviços desses grupos; o mesmo número indicou que um membro da família ou conhecido colabora com tal grupo, recebendo uma renda decente. 
Os casos de represálias extrajudiciais de vítimas de crimes contra os seus agressores têm se generalizado (tanto de forma independente como com o envolvimento de terceiros, inclusive a título remuneratório), recorrendo a métodos criminosos de resolução de conflitos sociais e económicos: durante inquéritos sobre represálias físicas pessoais contra os criminoso durante o ano passado, relatado por 9 a 34% dos entrevistados em diferentes cidades da Rússia, 24% dos empresários de Moscou; dos 200 prisioneiros inquiridos, 7% indicaram a falta de fé na capacidade do sistema estatal de aplicação da lei para proteger os seus interesses como a principal razão para cometer um crime. 
O crime organizado tornou-se politizado na década de 1990. Os grupos criminosos organizados procuraram “promover” os seus representantes para cargos governamentais de vários graus de importância: por exemplo, durante a campanha eleitoral no Outono de 1999, foram identificadas várias centenas de casos em que comunidades criminosas nomearam os seus próprios candidatos e forneceram apoio financeiro e organizacional. apoio a partidos e movimentos políticos . Onde não foi possível promover directamente o seu povo para cargos governamentais, o crime organizado atingiu os seus objectivos corrompendo o governo e outros funcionários, inclusive pagando-lhes salários regulares sem especificar os serviços que lhes podem ser exigidos.  
Houve uma fusão de capital legítimo e criminoso. Em Março de 1998 , a Resolução da Duma Estatal “Sobre a superação da crise na economia da Federação Russa e sobre a estratégia de segurança económica do Estado” observou que os grupos criminosos controlam até 40% das empresas baseadas na propriedade privada, 60% das empresas estatais e até 85% dos bancos. Em geral, no início do século XXI, o crime organizado começou a ser construído segundo o chamado modelo oligárquico, buscando o máximo grau de legalização: unidades armadas de organizações criminosas receberam registro legal como agências de detetives e segurança, os fundos foram mantidos em bancos controlados por organizações criminosas e a sua fonte passou a ser o “dinheiro" de mpresas controladas.   

## Determinantes do crime organizado na Rússia
A. I. Dolgova cita as seguintes razões e condições principais que criaram a oportunidade para os mecanismos de criminalização da sociedade e a escalada do crime organizado na Rússia moderna: 
- As reformas de mercado, realizadas de forma urgente e acelerada, basearam-se na posição aceita acriticamente sobre a autossuficiência do mercado como regulador das relações sociais. Como resultado, o estabelecimento de mecanismos de livre concorrência não foi acompanhado pela introdução de um sistema de freios e contrapesos económicos e sociais (incluindo no domínio da educação , cuidados de saúde , segurança e protecção social dos cidadãos) que garantam o funcionamento normal de uma economia de mercado nos países desenvolvidos modernos.
- Ignorando a componente social das transformações na sociedade, que levaram ao colapso dos valores morais tradicionais e à ausência de novos sistemas de valores implantados por uma sociedade legalista, a partir dos quais o ambiente criminoso passou a ter uma influência significativa na formação da geração mais jovem.
- A atitude das autoridades para com o povo como objeto e não sujeito de influência, pelo que as tendências das reacções criminosas às mudanças no modo de vida habitual não foram previstas e corrigidas em tempo útil.
- Foi subestimada a capacidade do crime de influenciar as relações sociais e alterar a estrutura da sociedade, o que levou à eficácia mal concebida e insuficiente das medidas para combatê-lo.
- A falha consciente na tomada de medidas para prevenir a formação de capital criminoso, garantindo a sua imunidade financeira, o que possibilitou a entrada de grupos criminosos na arena política e internacional. [47]

Note-se também que o desenvolvimento do crime organizado foi influenciado pela fragilidade do sistema de aplicação da lei do Estado, causada por deficiências no quadro legislativo para as atividades das agências de aplicação dentro da lei , pela fragilidade da sua base material e pela preparação insuficiente para combater as complexas questões relacionados à economia e ao crime. 

## Membros de grupos criminosos russos
Na Rússia, no início do século 21, a maioria dos participantes em comunidades criminosas são representantes de um dos seguintes grupos sociais: 
- Os antigos “trabalhadores paralelos” são pessoas que estiveram envolvidas em atividades económicas ilegais durante o período soviético e têm uma vasta experiência na realização de transacções comerciais ilegais.
- Ex- Komsomol e trabalhadores do partido que não ocuparam novos cargos no sistema governamental, mas mantiveram ligações com órgãos e funcionários governamentais.
- Antigos e atuais policiais (os chamados “lobisomens de uniforme”).
- Os “Novos Russos” são jovens empresários que adquiriram riqueza durante o período de reformas económicas.
- Ex-atletas e militares que foram empurrados para o caminho do crime pela falta de outra especialidade e, portanto, da oportunidade de ganhar dinheiro legalmente.
- Criminosos profissionais, reincidentes, chefes do crime e os chamados "ladrões da lei". [49]

Com base na principal especialização criminal, V. S. Ovchinsky identifica cinco grupos de participantes em grupos criminosos: 
- “Falsos empresários” que, sob o pretexto de actividades empresariais legítimas, praticam fraudes financeiras (obtenção ilegal de empréstimo, falências fictícias, operações com avisos falsos e outros documentos), estão envolvidos em operações de privatização ilegal de bens do Estado, apropriação indébita de fundos orçamentais específicos, especulação imobiliária e de recursos naturais.
- "Gangsters" envolvidos em extorsão, banditismo, roubo, e outros tipos "clássicos" de atividades ilegais: tráfico de drogas, jogos de azar, prostituição. No processo de formação do crime organizado russo, este grupo utilizou primeiro o anterior como objeto de extração de rendimentos criminais, mas posteriormente começou a atuar em colaboração com figuras da economia subterrânea, atuando como agências de aplicação da lei sob seu controle.
- “Saqueadores” ou “ladrões do governo” que surgiram durante o período de “estagnação” e durante o período de reformas concentraram suas atividades em transações de compra e venda de propriedades estatais, matérias-primas, metais, madeira, bem como em moeda ilegal transações.
- “Funcionários corruptos” são funcionários governamentais envolvidos em operações relacionadas com a apropriação de propriedade estatal, prestando outros serviços ilegais a grupos criminosos, garantindo a inacessibilidade dos criminosos às autoridades de ação penal e recebendo uma parte dos rendimentos do crime por isso.
- “Coordenadores” (“autoridades criminais”, “ladrões”), organizando as atividades de todas as entidades acima referidas, garantindo a sua consistência. As suas funções também incluem o controlo sobre o financiamento de operações criminosas a partir dos fundos gerais de grupos criminosos (“fundo comum”). Tanto os costumes tradicionais do ambiente criminoso na Rússia quanto os princípios de construção de organizações criminosas estrangeiras podem ser usados como base ideológica para as atividades dos coordenadores. [50]

Guy Dunn identifica os seguintes grupos de membros de grupos criminosos, com base no papel que desempenham: 
- Líderes que lideram uma organização e garantem sua operação bem-sucedida usando conexões pessoais nos negócios e no governo.
- Vice-líderes em diversas áreas, fornecendo planejamento de operações, planejamento financeiro, “ olhar ” para diversas áreas de atuação da organização.
- Líderes de grupos individuais e unidades de uma organização criminosa (gangues, pontos de venda de bens roubados, bancos e empresas controladas por uma organização criminosa).
- Os “soldados” são os perpetradores diretos de atos criminosos e outros. [51]

O elemento comum a todos estes grupos é o desejo de lucro, “muito dinheiro” como principal motivação na vida; eles são caracterizados por qualidades como cinismo e crueldade; ganância e ambição (para líderes), sigilo, duplicidade, oportunismo e indiferença (para participantes comuns). 

## Principais grupos criminosos

### Ladrões dentro da lei
Ladrões dentro da lei é uma associação criminosa específica da Rússia e dos países da CEI , que não tem análogos na prática criminosa mundial, formada na década de 1930 e caracterizada pela presença de um código estrito de tradições criminosas, bem como por um nível excepcional de sigilo e sigilo.Tradicionalmente, apenas uma pessoa com antecedentes criminais, autoridade suficiente no ambiente criminal, e para quem um procedimento formal de aceitação na comunidade foi concluído , pode ser considerada um ladrão legal, no entanto, recentemente casos tornaram-se conhecidos o recebimento deste título por pessoas que não cumpriram pena, inclusive por dinheiro. 
Ao contrário de muitas outras comunidades criminosas, esta organização não tem um núcleo claro ou filiais em funcionamento permanente; a sua liderança opera com base na total igualdade dos participantes, unidos pelo quadro das tradições dos “ladrões”; O órgão chefe desta comunidade é a “reunião”, que toma decisões organizacionais, inclusive na forma de apelos escritos ao submundo (“ksivs”, “malyavas”). Os ladrões dentro da lei se esforçam para estabelecer controle sobre os condenados que cumprem penas em instituições correcionais, tanto por meio de recursos quanto por suborno ou ameaças. Particularmente perigosos são os “ladrões da lei” que controlam o crime económico e têm influência nos processos políticos (há 10-15 destas pessoas na Rússia). 

## Na cultura popular
A canção "Za Chto Vy Brosili Menya?" é considerada o hino da máfia russa durante os anos 1980 e 1990. Curiosamente, sua melodia é de autoria do compositor brasileiro Dorival Caymmi, em sua música Suíte dos Pescadores. A canção em português ganhou notoriedade na União Soviética em meados dos anos 1970, com o lançamento do filme Capitães de Areia, que marcou a geração da época, e teve grande repercussão no país, principalmente entre os adolescentes. A canção seria mais tarde adaptada para o russo. Anos depois, em 1979 viria a Guerra do Afeganistão, que durou até 1989, tirando a vida de 15.000 soviéticos. Durante a guerra, a canção era constantemente entoada pelos soldados russos, que a ostentavam como um símbolo da juventude. Em meados dos anos 1980, surgiriam os primeiros grandes grupos de crime organizado dentro da URSS, formados principalmente por recrutas dispensados da guerra, que continuaram a carregar a canção como um símbolo da juventude. Lançado em 2002, o seriado Brigada faz uma referência ao fato, quando os amigos do protagonista mafioso cantam a música durante seu casamento.

O cantor Mikhail Krug, morto em 2002, é outro símbolo musical cujos versos fazem menção ao cotidiano da vida criminal russa. Intérprete de canções como Vladimirsky Central, em referência à Prisão Central de Vladimir, Ispoved, Magadan, Rosa e Zdravstvuite, o autor tornou-se extremamente popular entre os russos nos anos 1990, difundindo o gênero "Blatnaya", que vangloriava a vida suburbana e muitas vezes a  própria vida criminosa e a máfia que então imperava na Rússia.
Na série Arrow, Oliver Queen é membro da Máfia Russa Solntsevskaya Bratva (episódios 3 da primeira temporada, episódio 12 da primeira temporada, 5 da terceira temporada e 6 da segunda temporada). A Solntsevskaya Bratva vai ser tema na quinta temporada de Arrow.